# Камерон (Аризона)
Камерон (енгл. Cameron) насељено је место без административног статуса у америчкој савезној држави Аризона.

## Демографија
По попису из 2010. године број становника је 885, што је 93 (-9,5%) становника мање него 2000. године.
| Група             | 2000.     | 2010.     |
| Белци             | 17 (1,7%) | 18 (2,0%) |
| Афроамериканци    | 1 (0,1%)  | 0 (0,0%)  |
| Азијати           | 1 (0,1%)  | 0 (0,0%)  |
| Хиспаноамериканци | 40 (4,1%) | 36 (4,1%) |
| Укупно            | 978       | 885       |